# Primitive Plus
Primitive Plus è il primo album del rapper statunitense Edan, pubblicato nel 2002 dall'etichetta britannica Lewis Recordings.
Il disco è distribuito nel 2002 da Lewis Recordings, Solid (negli USA), Stealth (in Australia), Bad News (in Giappone) e Miclife (in Giappone). Accolto positivamente dalla critica, l'album fa breccia nella classifica britannica degli album indipendenti.
| Recensione | Giudizio |
| ---------- | -------- |
| AllMusic   | [ 1 ]    |
| RapReviews | [ 2 ]    |

## Tracce
1. 83 Wildin – 2:24
2. One Man Arsenal – 3:40
3. Humble Magnificent – 3:00
4. Migraine (Almighty Dust Mix) – 3:26
5. Key Bored – 1:36
6. Emcees Smoke Crack – 3:41
7. #1 Hit Record – 1:59
8. Syllable Practice (Original) – 3:02
9. Good Evening – 0:29
10. Rapperfection (featuring Mr. Lif) – 3:25
11. Mic Manipulator – 3:52
12. Primitive Plus – 2:18
13. You Suck (featuring Father Time) – 3:47
14. Run That Shit! – 4:13
15. Ultra '88 (Tribute) – 2:02
16. Syllable Practice (12" Version) – 3:07
17. A.E.O.C. – 3:03
18. Sing It, Shitface – 7:37

## Classifiche settimanali
| Classifica (2002)     | Posizione massima |
| --------------------- | ----------------- |
| UK Independent Albums | 44                |